# La Thành, Hà Trì
La Thành (tiếng Tráng: Lozcwngz Bouxmohlaujcuz Swci Yen, chữ Hán giản thể: 罗城仫佬族自治县, bính âm: Luóchéng Mùlǎozú Zìzhìxiàn, âm Hán Việt: La Thành Mục Lão tộc tự trị huyện) là một huyện tự trị thuộc địa cấp thị Hà Trì, khu tự trị dân tộc Choang Quảng Tây, Cộng hòa Nhân dân Trung Hoa. Huyện La Thành có diện tích 42.639 km², dân số năm 2002 là 360.000 người. Về mặt hành chính, huyện La Thành được chia thành 7 trấn, 4 hương.
- Trấn: Đông Môn, Tiểu Trường An, Tứ Bả, Thiên Hà, Hoài Quần, Hoàng Kim, Long Ngạn.
- Hương: Kiêm Ái, Kiều Thiện, Nạp Ông, Bảo Đàn.